# 불신지옥
"불신지옥"(不信地獄)은 이용주 감독의 2009년 공포 영화이다.

## 줄거리
대학생 희진은 14살 여동생 소진이 실종되었다는 소식을 듣고 집으로 돌아온다. 광신도에 가까운 어머니는 경찰 수사에는 협조하지 않고, 오직 기도에만 의존하며 실종 사태를 신의 뜻으로 받아들인다.
답답함을 느낀 희진은 스스로 동생의 행방을 찾기 위해 나서고, 그 과정에서 이웃 주민이 자살하며 소진에게 남긴 유서를 발견한다. 주변에서는 소진이 악령에 씌었다는 소문이 돌고, 희진은 점점 불안한 분위기 속에 휘말린다.
이후 자살한 이웃이 희진의 꿈에 반복적으로 나타나기 시작하면서, 현실과 악몽이 겹치고 희진은 동생을 둘러싼 진실에 다가가게 된다. 소진의 실종은 점점 더 설명할 수 없는 방향으로 전개되고, 희진은 그 안에서 무언가를 마주하게 된다.

## 캐스팅
- 남상미 : 희진 역
- 류승룡 : 태환 역
- 김보연 : 희진/소진의 엄마 역
- 심은경 : 소진 역
- 문희경 : 경자 역
- 장영남 : 수경 역
- 오지은 : 정미 역
- 이창직 : 귀갑 역
- 박진우 : 배 형사 역
- 윤희철 : 부동산주인 역
- 고서희 : 약사 역
- 김도연 : 유치장 여 역
- 신은정 : 태환 처 역 (특별출연)
- 김유정 : 태환 딸, 지은 역 (특별출연)

## 수상
- 2009년 제18회 부일영화상
  - 여우조연상 - 김보연
- 2009년 제10회 부산영화평론가협회상
  - 신인감독상 - 이용주
- 2009년 제32회 황금촬영상
  - 최우수 인기여우상 - 김보연
- 2009년 제30회 청룡영화상
  - 각본상 이용주
- 2010년 제 17회 제라르메 국제판타스틱영화제
  - 학생심사위원상 - 이용주